# Самюэлсон, Дон
До́нальд Уи́льям Са́мюэлсон (англ. Donald William Samuelson; 27 июля 1913, Вудхалл, Иллинойс — 20 января 2000, Сандпойнт, Айдахо) — 25-й губернатор Айдахо.

## Биография
Дональд Уильям Самуэльсон родился 27 июля 1913 года в деревне Вудхалл в штате Иллинойс. Он окончил Колледж Нокс в городе Гейлсберг. Во время Второй мировой войны Самуэльсон служил в ВМС США. После демобилизации он поселился в городе Сандпойнт в Айдахо. С 1946 по 1966 он был владельцем магазина спортивных товаров. Затем Самуэльсон приобрёл компанию, занимавшуюся строительным оборудованием в штатах Айдахо, Вашингтон и Монтана. В то же время он был вице-президентом Ассоциации Айдахо по охране природы.
Политическая карьера Самуэльсона началась в 1960 году, когда он избрался в Сенат Айдахо. Впоследствии он переизбрался два раза. В 1966 году Самуэльсон победил на губернаторских выборах от республиканской партии. За время его правления были реорганизованы несколько правительственных структур Айдахо, среди которых были управление по страхованию, финансовое управление, управление бюджетирования, аудиторское управление и земельное управление. Помимо этого, была проведена модернизация аварийного оборудования и введён единый реестр движимого имущества (англ. Inventory of State Chattel Property).
Самуэльсону не удалось победить на выборах 1970 года. Вскоре ему было предложено занять должность представителя министра транспорта США в штатах Айдахо, Орегон, Вашингтон и Аляска. Самуэльсон занимал этот пост до 1976 года.
Дональд Самуэльсон был женат на Руби Майо, от которой имел двоих детей. Он скончался 20 января 2000 года в возрасте 86 лет.